# Tập đoàn Dược phẩm Quốc gia Trung Quốc
Tập đoàn Dược phẩm Quốc gia Trung Quốc (CNPGC), hay còn gọi là Sinopharm (tiếng Trung: 中国医药集团), là một doanh nghiệp nhà nước của Trung Quốc. Tập đoàn này là cổ đông đa số gián tiếp của các công ty cổ phần như Tập đoàn Sinopharm (SEHK: , thông qua liên doanh 51–49, Sinopharm Industrial Investment, với Tập đoàn Dược phẩm Fosun), China Traditional Chinese Medicine (SEHK: , phần lớn thông qua Sinopharm Group Hongkong Co., Ltd.). Dược phẩm Shyndec Thượng Hải (SSE: 600420, thông qua một viện nghiên cứu ở Thượng Hải) và Viện Sản phẩm Sinh học Bắc Kinh (SSE: 600161, thông qua Tập đoàn Biotec Quốc gia Trung Quốc).
Tập đoàn Dược phẩm Quốc gia Trung Quốc hoạt động dưới sự giám sát và điều hành của Ủy ban Giám sát và Quản lý Tài sản Nhà nước Trung Quốc.
Năm 2006, Sinopharm xếp hạng 205th trong danh sách Fortune Global 500.